# 馬薩拉 (馬里)
馬薩拉（法語：Massala），是馬里的城鎮，位於該國中部，由塞古區的塞古省負責管轄，面積89平方公里，海拔高度296米，2009年人口6,547，人口密度每平方公里74人。

## 友好城市
- 法國 巴尼奥莱